# 12-й гусарський полк (Австро-Угорщина)
12-ий гусарський полк — полк цісарсько-королівської кавалерії Австро-Угорщини.
Повна назва: K.u.k. Husaren-Regiment (Vacant) Nr. 12 

Дата утворення — 1800 рік.

Почесний шеф — з 1910 року без шефа. До цього був Едуард VII (король Великої Британії), але він помер 1910 року.

## Склад полку
Набір рекрутів — з 1889 року Кошиці.
Національний склад полку (липень 1914) — 96 % угорців та 4 % інших.
Мови полку (1914) — угорська.

## Інформація про дислокацію

### Перша світова
- 1914 рік — штаб і ІІ-й дивізіон — Арад[[]]; І-й дивізіон — Надькікінда[4] .
.
- 1914 — входить до складу VI корпусу, 1 кавалерійська дивізія, 7 Бригада кавалерії

## Командири полку
- 1859:Роман Солтик[5]
- 1865: Фрідріх фон Марбурґ[6]
- 1879: Константин Дука фон Дукафалу[7]
- 1908: Теодор фон Воравка[8]
- 1914: Бела фон Вечей[9]